# НК-33
НК-33 и НК-43 су ракетни мотори дизајнирани и произведени крајем шездесетих и почетком седамдесетих година прошлог века од стране Дизајнерског бироа Кузњецов. Били су намењени за погон ракете Н-1 која је требало да пошаље совјетске космонауте на Месец. НК-33 је мотор са најбољим односом тежине и потиска од свих ракетних мотора до сада (мотор Мерлин 1Д је у тестовима постигао већи али још није у употреби) а да притом постиже веома висок специфични импулс. По многим параметрима НК-33 се сматра за најбољи мотор икада направљен погоњен на мешавину течног кисеоника и керозина.
НК-43 је сличан мотору НК-33, али је дизајниран за горњу фазу ракете. Има дужу млазницу која је прилагођена за сагоревање на већим висинама при веома ниском притиску или у вакууму. Ове модификације му дају већи потисак и специфични импулс, али га чини дужим и тежим.
Мотори који су били складиштени у Русији успешно су тестирани 2010. године за употребу на новој ракети Антарес коју развија америчка компанија Орбитал сајенсес
| Мотор НК-33, преименован у АЈ26, на тестирању. | Испорука мотора НК-33. | Администратор агенције НАСА посматра тестирање мотора НК-33. |